# John Walker Lindh
John Philip Walker Lindh (nacido el 9 de febrero de 1981) es un miembro estadounidense de los talibanes que fue capturado por las fuerzas de Estados Unidos como combatiente enemigo durante la invasión de Afganistán por parte de dicho país en noviembre de 2001. Lo detuvieron en la fortaleza de Qala-i-Jangi, utilizada como prisión. Negó haber participado en la Batalla de Qala-i-Jangi, un levantamiento violento de los prisioneros talibanes, al afirmar que fue herido en la pierna y que se escondió en el sótano de la Casa Rosa, en la mitad sur de la fortaleza. Fue uno de los 86 prisioneros que sobrevivió al levantamiento, de un total estimado de 400. El oficial de la CIA Johnny «Mike» Spann fue asesinado durante ese levantamiento. Lo llevaron a juicio en un tribunal federal de Estados Unidos en febrero de 2002, y Lindh aceptó un acuerdo de culpabilidad; se declaró culpable de dos cargos y fue sentenciado a 20 años de prisión. Fue liberado bajo supervisión el 23 de mayo de 2019 por un período de tres años de libertad supervisada.
Convertido al Islam sunita en California a los 16 años, Lindh viajó a Yemen en 1998 para estudiar árabe y se quedó allí durante 10 meses. Regresó en 2000 y luego se fue a Afganistán para ayudar a los talibanes en la lucha contra la Alianza del Norte afgana. Recibió entrenamiento en Al-Farouq, un campo de entrenamiento asociado con al-Qaeda, designada como una organización terrorista por Estados Unidos y otros países. Mientras estaba en el campamento, asistió a una conferencia de Osama bin Laden. Después de los ataques del 11 de septiembre, permaneció con las fuerzas militares talibanes a pesar de enterarse de que Estados Unidos se había aliado con la Alianza del Norte. Lindh había recibido previamente entrenamiento con Harakat ul-Mujahidin, una organización terrorista internacionalmente designada con sede en Pakistán.
Lindh usó el nombre Sulayman al-Faris durante su tiempo en Afganistán; sin embargo, hoy en día, prefiere el nombre Abu Sulayman al-Irlandi. En los primeros informes tras su captura, cuando la prensa se enteró de que era ciudadano estadounidense, los medios de comunicación lo llamaban usualmente «John Walker».

## Juventud, conversión y viajes
Lindh nació en Washington D. C., hijo de Marilyn Walker y Frank R. Lindh, siendo el del medio de tres hijos en la familia. Fue nombrado «John» en honor a John Lennon, quien fue asesinado dos meses antes del nacimiento de Lindh. Fue bautizado como católico, y creció en Silver Spring, Maryland. A sus 10 años, su familia se mudó a San Anselmo, California. Lindh sufrió de un trastorno intestinal cuando era niño; sin embargo, su salud mejoró a los 14 años. Se inscribió en el Redwood High School como estudiante de primer año. Luego se transfirió a Tamiscal High School en el Distrito Escolar de Tamalpais Union, un centro alternativo que ofrece programas de estudio autodirigidos e individualizados. Mientras estaba allí, estudió la cultura mundial, incluyendo el Islam sunita y el Medio Oriente. Lindh abandonó la escuela y finalmente obtuvo el equivalente a un diploma de educación secundaria al aprobar el Examen de Aptitud de la Secundaria de California a los 16 años.
Como adolescente, Lindh participó en salas de chat IRC con el apodo de IRC Mujahid. Se convirtió en un fanático devoto de la música hiphop y participó en discusiones extensas en grupos de noticias de Usenet, a veces fingiendo ser un rapero afroamericano que criticaba a otros por «actuar como negros». La película Malcolm X de Spike Lee lo impresionó profundamente y despertó su interés en el Islam.
Aunque sus padres no se divorciaron hasta 1999, su matrimonio tuvo serios problemas durante la adolescencia de Lindh. Su padre solía abandonar su residencia de Marin durante largos periodos para vivir en San Francisco con un amante. Frank Lindh declaró que él y Marilyn estaban separados desde 1997.
En 1997, a los 16 años, Lindh se convirtió al Islam. Comenzó a asistir con regularisas a mezquitas en Mill Valley y más tarde en la cercana San Francisco. En 1998, Lindh viajó a Yemen y permaneció allí unos 10 meses para aprender árabe y poder leer el Corán en su idioma original. Regresó a Estados Unidos en 1999, donde vivió con su familia unos ocho meses.
Lindh regresó a Yemen en febrero de 2000 y se fue a Pakistán para estudiar en una madrasa. Mientras estaba en el extranjero, Lindh intercambió numerosos correos electrónicos con su familia. En uno, su padre le habló sobre el atentado contra el USS Cole, a lo que Lindh respondió que la presencia de destructores navales estadounidenses en el puerto de Yemen había sido un acto de guerra, y que el atentado estaba justificado. «Esto me preocupó», dijo su padre a Newsweek, «pero mis días de corregirlo habían terminado».
A los 20 años, Lindh decidió viajar a Afganistán para luchar por las fuerzas del gobierno talibán afgano contra los combatientes de la Alianza del Norte. Sus padres dijeron que se sintió conmovido por las historias de atrocidades supuestamente perpetradas por el ejército de la Alianza del Norte contra civiles. Viajó a Afganistán en mayo de 2001. Tony West, su abogado, lo explicó de la siguiente manera: «Una de las primeras cosas que les dijo a los interrogadores del Ejército cuando lo interrogaron el 3 de diciembre de 2001 fue que después de que ocurrieron los ataques del 11 de septiembre, quería dejar las líneas del frente, pero no podía por miedo a su vida. John nunca quiso estar en una posición en la que se opusiera a Estados Unidos (y nunca pensó que lo estaría), y de hecho nunca se opuso a ningún militar estadounidense».

## Captura e interrogatorio
Lindh se rindió el 24 de noviembre de 2001, a las fuerzas de la Alianza del Norte afgana después de que su unidad de combatientes extranjeros de Al Qaeda se rindiera en Kunduz tras retirarse de Takar. Él y otros combatientes fueron interrogados por los oficiales de la CIA Johnny «Mike» Spann y David Tyson en la guarnición militar del general Dostum, Qala-i-Jangi, cerca de Mazar-i-Sharif. Durante el interrogatorio inicial, a Lindh no se le informaron sus derechos y se le negó su solicitud de un abogado.
Lindh, quien tenía una abuela del condado de Donegal, había dicho a otros prisioneros que era irlandés. Mientras era entrevistado por la CIA, no habló ni reveló que era estadounidense. Spann le preguntó a Lindh, «¿Eres miembro del IRA?» Le hicieron esta pregunta porque, cuando Spann lo interrogó, un iraquí en el grupo identificó a Lindh como hablante de inglés. A Lindh le habían dicho que dijera que era «irlandés» para evitar problemas. Momentos después, aproximadamente a las 11 de la mañana, la prisión improvisada fue escenario de un levantamiento violento, que se conoció como la Batalla de Qala-i-Jangi. Spann y cientos de combatientes extranjeros fueron asesinados; solo 86 prisioneros sobrevivieron. Según otros detenidos entrevistados por el periodista Robert Young Pelton para CNN, Lindh estaba completamente consciente del levantamiento planificado, pero permaneció en silencio y no cooperó con los estadounidenses.
En algún momento durante el levantamiento inicial, Lindh fue herido de bala o por metralla en el muslo superior derecho y se refugió en un sótano para esconderse con el resto de los detenidos. En el segundo día, la Cruz Roja envió trabajadores para recoger a los muertos. Tan pronto como entraron, los trabajadores fueron disparados por los prisioneros, quienes mataron a uno. La Alianza del Norte bombardeó repetidamente el área con RPG y ataques de granadas, y se vertió combustible ardiente. Finalmente, el 2 de diciembre de 2001, las fuerzas de la Alianza del Norte desviaron un riachuelo hacia el centro del campamento para sacar a los prisioneros restantes de sus refugios subterráneos, ahogando a muchos en el proceso. Lindh y unos 85 sobrevivientes de los 300-500 originales fueron obligados a salir de sus escondites. Los soldados de la Alianza del Norte ataron los codos de Lindh detrás de su espalda.
Poco después de su recaptura, Lindh fue entrevistado por Robert Pelton, quien trabajaba como corresponsal para CNN. En un inicio, Lindh dio su nombre como «Abd-al-Hamid»; sin embargo, lueg proporcionó su nombre de nacimiento. Pelton trajo un médico y comida para Lindh y lo entrevistó sobre cómo llegó allí. Durante la entrevista, Lindh dijo que era miembro de al-Ansar, un grupo de combatientes de habla árabe financiado por Osama bin Laden. Lindh dijo que el levantamiento en la prisión fue provocado por algunos de los prisioneros que introdujeron granadas de contrabando en el sótano: «Esto es en contra de lo que habíamos acordado con la Alianza del Norte, y esto es en contra del Islam. Es un gran pecado romper un contrato, especialmente en situaciones militares». Un operador de las Fuerzas Especiales del Ejército de EE. UU., recién salido de tres semanas de combate, cedió su cama para que el herido Lindh pudiera dormir allí. Pelton preguntó repetidamente a Lindh si quería llamar a sus padres o que el periodista lo hiciera, pero Lindh se negó. Una fuente del FBI dijo más tarde al autor Toby Harnden que las manchas oscuras en el lado derecho de la cara de Lindh indicaban que había disparado un arma en Qala-i Jangi. Sin embargo, Lindh no fue examinado por residuos de explosivos o armas de fuego antes de ser lavado.

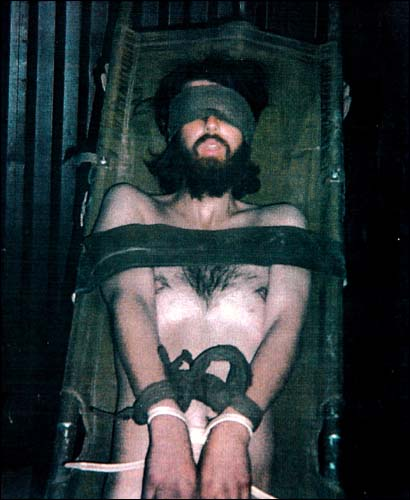
Fotografía de Lindh tras ser trasladado a Camp Rhino.

Después de su captura, a Lindh se le brindaron primeros auxilios básicos y fue interrogado durante una semana en Mazār-e Sharīf. Fue llevado a Camp Rhino el 7 de diciembre de 2001, con la bala o el trozo de metralla aún en su muslo. Cuando Lindh llegó a Camp Rhino, fue desnudado y atado a una camilla, vendado y colocado en un contenedor de metal, lo cual era un procedimiento para tratar con un detenido potencialmente peligroso asociado con una organización terrorista. El día que dejó la Escuela Turca, fue fotografiado con las palabras «Cabeza de mierda» escritas en cinta adhesiva en su venda en los ojos por los Boinas Verdes posando para una «foto de equipo» con su cautivo. Los Boinas Verdes, de ODA 592, fueron investigados más tarde. Mientras estaba atado a la camilla en Camp Rhino, Lindh fue fotografiado por algunos miembros del personal militar estadounidense. En Camp Rhino, se le administró oxicodona/paracetamol para el dolor y diazepam.
El 8 y 9 de diciembre, fue entrevistado por el FBI y se le leyeron sus derechos el 9 o 10 de diciembre. Fue retenido en Camp Rhino hasta que fue trasladado al USS Peleliu el 14 de diciembre de 2001, con otros detenidos heridos, donde se le operó la herida y recibió más atención; ese mismo día también fue interrogado antes de la operación. Mientras estaba en el Peleliu, firmó documentos de confesión mientras estaba bajo custodia del Cuerpo de Marines de Estados Unidos. El 31 de diciembre de 2001, Lindh fue trasladado al USS Bataan, donde permaneció hasta el 22 de enero de 2002, hasta que lo llevaron de regreso a Estados Unidos para enfrentar cargos criminales. El 16 de enero de 2002, el Fiscal General John Ashcroft anunció que Lindh sería juzgado en el país norteamericano.
En 2002, el expresidente George H. W. Bush se refirió a Lindh como «un tonto de la bañera de hidromasaje del condado de Marin». El comentario, en el que Bush también pronunció mal el nombre del condado, provocó un pequeño furor y llevó a una retractación de la declaración por parte de Bush. Los abogados de Lindh dijeron a la prensa que su cliente había solicitado un abogado repetidamente antes de ser interrogado por el FBI, pero no se le proporcionó uno, y que las condiciones de prisión «altamente coercitivas» obligaron a Lindh a renunciar a su derecho a permanecer en silencio. Aunque el FBI consultó a Jesselyn Radack, asesora de ética del Departamento de Justicia, sobre si Lindh podía ser interrogado sin la presencia de un abogado, no siguieron su consejo de evitar ese escenario.

## Juicio y sentencia
El 5 de febrero de 2002, Lindh fue acusado por un gran jurado federal de diez cargos:
- Conspiración para asesinar ciudadanos o nacionales estadounidenses;
- Dos cargos de proporcionar apoyo material y recursos a organizaciones terroristas;
- Un cargo de proporcionar servicios al Talibán;
- Conspiración para contribuir con servicios a Al Qaeda;
- Contribución con servicios a Al Qaeda;
- Conspiración para proporcionar servicios al Talibán;
- Uso y transporte de armas de fuego y dispositivos destructivos durante crímenes de violencia.

Si era condenado por estos cargos, Lindh podría haber recibido hasta tres cadenas perpetuas y 90 años adicionales en prisión. El 13 de febrero de 2002, se declaró no culpable de todos los 10 cargos. El tribunal programó una audiencia de supresión de pruebas, en la que Lindh podría haber testificado sobre los detalles de la tortura a la que afirmó haber sido sometido. El gobierno enfrentaba el problema de que una pieza clave de evidencia, la confesión de Lindh, podría ser excluida como prueba por haber sido coaccionada.
Michael Chertoff, entonces jefe de la División Criminal del Departamento de Justicia de EE. UU., dirigió a los fiscales para ofrecer a Lindh un colaboración premiada. Lindh podría declararse culpable de dos cargos: proporcionar servicios al Talibán (50 U.S.C. § 1705(b), 18 U.S.C. § 2, 31 CFR 545.204, y 31 CFR 545.206) y llevar un explosivo durante la comisión de un delito grave (18 U.S.C. § 844(h)(2)). Tendría que aceptar una orden de silencio que le impediría hacer declaraciones públicas sobre el asunto durante los 20 años de su condena, y tendría que abandonar cualquier reclamo de que había sido maltratado o torturado por personal militar estadounidense en Afganistán y a bordo de dos barcos militares durante diciembre de 2001 y enero de 2002. A cambio, todos los demás cargos serían retirados. Se dijo que la orden de silencio fue a petición del Secretario de Defensa Donald Rumsfeld.
Lindh aceptó esta oferta. El 15 de julio de 2002, se declaró culpable de los dos cargos restantes. El juez le pidió a Lindh que dijera, en sus propias palabras, a qué se estaba declarando culpable: «Me declaro culpable. Proporcioné mis servicios como soldado al Talibán el año pasado, desde aproximadamente agosto hasta diciembre. En el curso de hacerlo, llevé un rifle y dos granadas. Lo hice a sabiendas y voluntariamente, sabiendo que era ilegal». Lindh dijo que «fue a Afganistán con la intención de luchar contra el terrorismo y la opresión», luchando por el sufrimiento de la gente común a manos de la Alianza del Norte. El 4 de octubre de 2002, el juez T.S. Ellis III impuso una sentencia de 20 años en prisión federal.
Algunos activistas y académicos pidieron que Lindh contara su historia. El gobierno invocó la ley Son of Sam e informó a Lindh que todas las ganancias obtenidas de acuerdos de libros o películas sobre su experiencia serían transferidas automáticamente al gobierno federal. Lindh, su familia, sus parientes, sus asociados y sus amigos no podrán beneficiarse financieramente de sus crímenes y/o experiencias. El abogado de Lindh, James Brosnahan, dijo que Lindh sería elegible para libertad condicional en 17 años, con buena conducta. Lindh acordó cooperar «total, veraz y completamente» con las agencias de inteligencia militar y de aplicación de la ley en la investigación del terrorismo.

## Encarcelamiento
En enero de 2003, Lindh fue enviado a la Penitenciaría de EE. UU. en Victorville, una instalación de alta seguridad al noreste de Los Ángeles. El 3 de marzo de 2003, Lindh fue derribado por el preso Richard Dale Morrison, quien lo agredió durante la oración, causando moretones en su frente. Más tarde, en 2 de julio de 2003, Morrison fue acusado de un delito menor de agresión.
Lindh fue retenido en la prisión de máxima seguridad ADX Florence en Florence, Colorado por un corto tiempo. Cumplió su condena como prisionero 45426-083, en la Institución Correccional Federal en Terre Haute, Indiana, en la Unidad de Gestión de Comunicaciones.
En abril de 2007, citando la reducción de sentencia para el prisionero australiano David Matthew Hicks, los abogados de Lindh hicieron una petición pública para un indulto presidencial para reducir su sentencia de 20 años. En enero de 2009, la petición de clemencia de la familia Lindh fue denegada por el presidente George W. Bush en uno de sus actos finales en el cargo. Según el Departamento de Justicia de EE. UU., todas las «medidas administrativas especiales» en contra de Lindh expiraron el 20 de marzo de 2009, como parte de un alivio gradual de las restricciones sobre él.
En 2010, Lindh y el prisionero sirio-estadounidense Enaam Arnaout demandaron para levantar las restricciones sobre la oración grupal de los reclusos musulmanes en la Unidad de Gestión de Comunicaciones. El 11 de enero de 2013, un juez federal falló a su favor, diciendo que el gobierno no había mostrado ningún interés convincente en restringir el discurso religioso de los presos prohibiéndoles rezar juntos.
En febrero de 2015, Lindh escribió a un productor de televisión de California para expresar su apoyo a ISIS o al Estado Islámico, el grupo militante que había decapitado recientemente a cinco occidentales en ejecuciones televisadas. Cuando se le preguntó si apoyaba al Estado Islámico, Lindh, ahora llamándose a sí mismo «Yahya», árabe para John, respondió en una carta manuscrita: «Sí, y están haciendo un trabajo espectacular. El Estado Islámico es claramente muy sincero y serio sobre cumplir con la obligación religiosa largamente descuidada de establecer un califato a través de la lucha armada, que es el único método correcto».
En 2017, la revista Foreign Policy dio a conocer que un informe interno del Centro Nacional de Contraterrorismo afirmaba que Lindh le dijo a un productor de noticias de televisión que no había renunciado a la violencia extremista. Lindh fue entrevistado para el libro publicado en 2016, The Way of the Strangers: Encounters With the Islamic State, escrito por Graeme Wood, con la condición de que Wood proporcionara a Lindh «libros, tratados, artículos u otros escritos producidos por líderes del Estado Islámico y/o académicos afiliados a él (preferiblemente en el árabe original)». El paquete de literatura fue bloqueado por la prisión por considerarlo contrabando; sin embargo, Lindh decidió seguir correspondiéndose con Wood, aunque más tarde terminó la correspondencia diciendo que personalmente era un «laico» cuyas opiniones «no tenían importancia» para referirse a su conocimiento del Estado Islámico.
Lindh obtuvo la ciudadanía irlandesa en 2013 a través de su abuela paterna, Kathleen Maguire, que nació en Donegal.

## Liberación
El 23 de mayo de 2019, Lindh fue liberado anticipadamente por buena conducta de la prisión federal de Terre Haute, Indiana, antes del final de su sentencia de veinte años, aunque aceptó varios requisitos de libertad condicional debido a su continuo apoyo a la ideología islamista. Estos requisitos incluían una prohibición del uso de Internet y el contacto con extremistas. La libertad condicional duró los tres años restantes de su sentencia. El presidente Donald Trump y el secretario de Estado Mike Pompeo estuvieron entre muchos que criticaron la liberación, pero Trump dijo: «Desde un punto de vista legal, no hay nada que podamos hacer».

## En la cultura popular
- En un documental de National Geographic, Taliban Uprising, se muestra el único video de Lindh hablando desde su captura.[28]
- El documental Good Morning, Afghanistan de Damien Degueldre presenta la Batalla de Mazar-i-Sharif, donde John Walker fue retenido y luego transferido por la Alianza del Norte a Operativos de las Fuerzas Especiales de EE. UU.
- DJ Krush y Anticon grabaron la canción «Song for John Walker» para el álbum The Message at the Depth (2022).
- El libro My Heart Became Attached (2003) por Mark Kukis fue una biografía de John Walker Lindh, que traza su vida desde la infancia hasta la radicalización y la prisión.[59]
- En 2004, Jean Strong y John McCloskey escenificaron una interpretación musical de la historia de John Walker Lindh en el Festival Internacional Fringe de Nueva York.[60]
- Steve Earle grabó una canción sobre Lindh titulada John Walker's Blues, la cual fue lanzada en su álbum Jerusalem (2002).[61]
- La banda de bluegrass progresivo Hot Buttered Rum escribió y grabó The Trial Of John Walker Lindh para su álbum Live at the Freight and Salvage (2002).
- El estreno de la decimotercera temporada de la serie de televisión de drama legal y policial Law & Order se basa en el caso Lindh.
- Una novela de Pearl Abraham titulada American Taliban (2010) se basa en Lindh.
- En el episodio siete de la primera temporada de la serie de televisión Entourage, a Vince se le ofrece un papel en una película ficticia basada en «la historia de John Walker Lindh».
- En el libro del autor Doug Stanton, Horse Soldiers, Lindh es mencionado como uno de los combatientes de Al Qaeda, luego como prisionero.
- En la popular colección de filosofía, Dune and Philosophy, el experto en filosofía estadounidense Shane Ralston defiende el carácter de Lindh como «esencialmente estadounidense», dada la idealismo, valentía y fervor religioso con los que sirvió a las fuerzas del Talibán en Afganistán.[62][63]
- El escritor español Enrique Falcón incluyó un poema titulado John Walker Lindh en el libro Taberna Roja (2008).
- El podcast You're Wrong About presentó a Lindh en un episodio titulado The American Taliban.[64]
- Lindh es referido inicialmente como «el irlandés» en el libro First Casualty: The Untold Story of the CIA Mission to Avenge 9/11 (2021) por Toby Harnden.
- En septiembre de 2021, Showtime Networks lanzó el documental Detainee 001, el cual habla sobre la captura e interrogatorios de Lindh.[65]